# Mitrailleuse Maxim russe PM1910

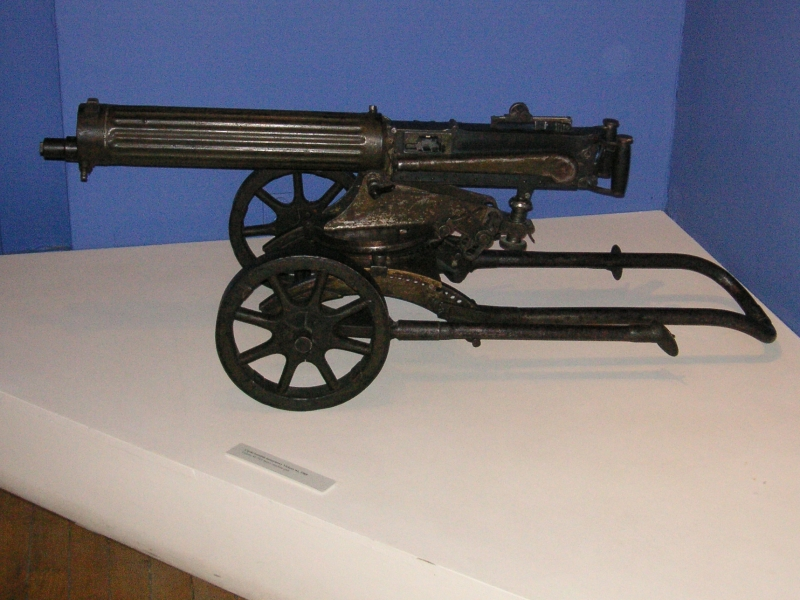
La Maxim PM 1910

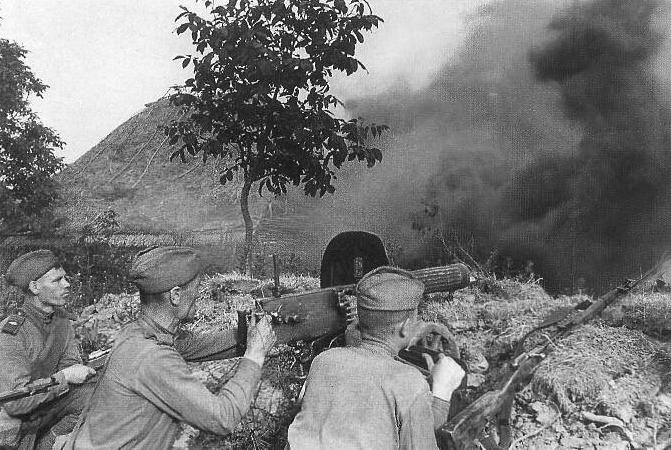
Une mitrailleuse en action durant la bataille de Koursk.

La mitrailleuse lourde PM1910 ou Poulemiot Maksima obraztsa 1910 goda (en russe : Пулемёт Максима образца 1910 года) est la version russe de la célèbre Maxim. 

## Historique
Elle fut précédée par la PM 1905. Elle fut construite par l'Arsenal de Toula entre 1910 et 1944 pour le compte de l'armée impériale russe puis pour l'Armée rouge.  Elle fut remplacée en 1944 par les SG-43 et DShK. 
Elle est toujours utilisée, bien qu'à petite échelle, lors de l'invasion de l'Ukraine par la Russie en 2022. Son refroidissement par eau permet un tir continu, et son affût fixe permet un tir précis.

## Caractéristiques
Elle fonctionne par recul du canon et refroidissement par eau. Elle est employée sur un affût à roue disposant ou non d'un bouclier.  

## Données numériques

### PM 1905
- Munition : 7,62 × 54 mm R
- Cadence de tir théorique : 500-650 coups/min
- Alimentation : bandes de 250 cartouches
- Masse
  - 24 kg (mitrailleuse)
  - 45 kg (affût)
  - total : 69 kg
- Longueur totale : 111 cm
- Longueur du canon : 72 cm

### PM 1910
- Munition : 7,62 × 54 mm R
- Cadence de tir théorique : 500-650 coups/min
- Alimentation : bandes de 250 cartouches
- Masse
  - 24 kg (mitrailleuse)
  - 45 kg (affût)
  - total : 69 kg
- Longueur totale : 111 cm
- Longueur du canon : 72 cm

## Sources
1. ↑  (en) « Why Ukraine’s army still uses a 100-year-old machinegun », sur economist.com, 11 mai 2022.

Cette notice est issue de la lecture des revues spécialisées de langue française suivantes :
- Cibles (FR) ;
- AMI (revue belge disparue en 1988) ;
- Gazette des armes (FR) ;
- Action Guns (FR).

## Liens
- Tatchanka
- Lexique des armes à feu